# Municipio de Big Creek (condado de Ozark)
El municipio de Big Creek (en inglés: Big Creek Township) es un municipio ubicado en el condado de Ozark en el estado estadounidense de Misuri. En el año 2010 tenía una población de 973 habitantes y una densidad poblacional de 6,15 personas por km².

## Geografía
El municipio de Big Creek se encuentra ubicado en las coordenadas 36°33′28″N 92°42′27″O / 36.55778, -92.70750. Según la Oficina del Censo de los Estados Unidos, el municipio tiene una superficie total de 158.28 km², de la cual 150,29 km² corresponden a tierra firme y (5,05 %) 7,99 km² es agua.

## Demografía
Según el censo de 2010, había 973 personas residiendo en el municipio de Big Creek. La densidad de población era de 6,15 hab./km². De los 973 habitantes, el municipio de Big Creek estaba compuesto por el 97,53 % blancos, el 0,31 % eran afroamericanos, el 0,51 % eran amerindios, el 0,1 % eran asiáticos, el 0,1 % eran de otras razas y el 1,44 % eran de una mezcla de razas. Del total de la población el 0,92 % eran hispanos o latinos de cualquier raza.